# Виживуть тільки коханці
«Виживуть тільки коханці» (англ. Only Lovers Left Alive) — фантастичний художній фільм-драма режисера Джима Джармуша. Вийшов на екрани 2013 року.

## Сюжет
Герої фільму — тисячолітні вампіри Адам та Єва. Адам — депресивний талановитий музикант з Детройта, що подумує про самогубство, не виходить вдень з дому і не в захваті від того, куди котиться світ. Його подружка Єва з Танжера обожнює поезію і стильно вдягається.
Не так давно вони вирішили пожити окремо, але Єва вже летить у Детройт. Незабаром в місто приїжджає молодша сестра Єви — неприборкана вампірка, яка не здатна контролювати власні емоції і у місті починаються дивні смерті. Адам і Єва тікають в Танжер, але, схоже, вже настає кінець світу…

## В ролях
- Том Гіддлстон — Адам
- Тільда Свінтон — Єва
- Міа Васіковська — Ава, сестра Єви
- Антон Єльчин — Іен
- Джон Герт — Крістофер Марлоу
- Джеффрі Райт — доктор Ватсон